# Cryptoflata paphia
Cryptoflata paphia är en insektsart som beskrevs av Rauno E. Linnavuori 1973. Cryptoflata paphia ingår i släktet Cryptoflata och familjen Flatidae. Inga underarter finns listade i Catalogue of Life.